# جفری رابرتسون
جفری رابرتسون (انگلیسی: Geoffrey Robertson؛ زادهٔ ۳۰ سپتامبر ۱۹۴۶) وکیل، دانشگاهی و نویسنده حقوق بشری است. او دارای تابعیت دوگانه استرالیایی و بریتانیایی است. او استاد مدعو دانشگاه کوئین مری لندن است.
جفری رابرتسون در سال ۲۰۱۱ با همکاری بنیاد عبدالرحمن برومند یک گزارش تحقیقی مفصل در مورد اعدام دسته‌جمعی زندانیان عقیدتی سیاسی ایران در تابستان ۱۳۶۷ تهیه کرد که به عنوان ادله اثباتی جزو مدارک و مستندات دادگاه حمید نوری مورد استناد قرار گرفته‌است.